# Daniel Karasek

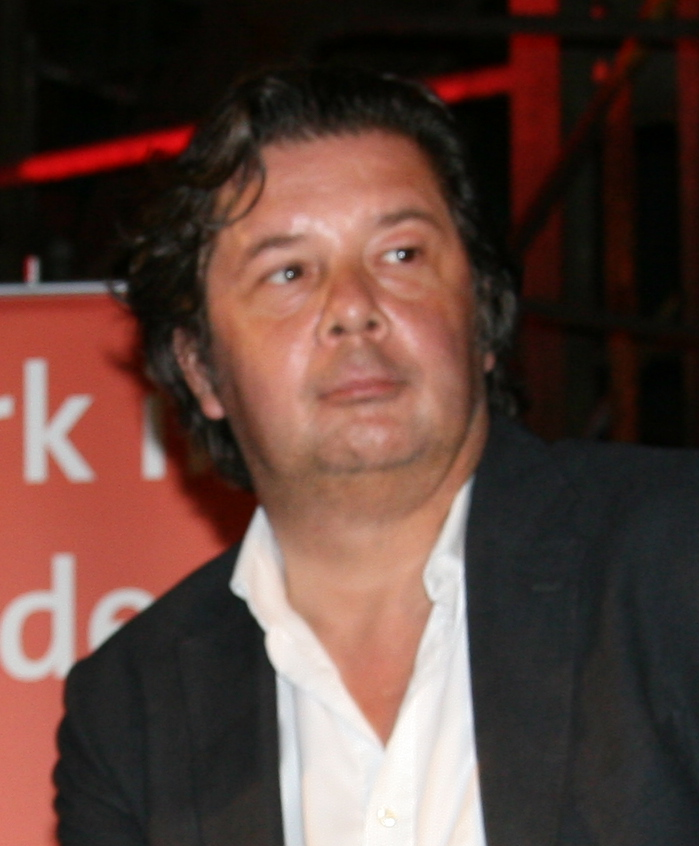
Daniel Karasek

Daniel Karasek (* 1959 in München) ist ein deutscher Theaterregisseur und Intendant. Er ist Generalintendant und Regisseur am Theater Kiel.

## Biografie
Karasek ist der älteste Sohn von Hellmuth Karasek und dessen erster Ehefrau Marvela Ines Mejia-Perez. Er hat mit dem Bruder Manuel, der Halbschwester Laura (geb. 1982) sowie dem Halbbruder Nikolas (geb. 1985) drei jüngere Geschwister. In München geboren, wuchs er unter anderem in Stuttgart, Caracas und Hamburg auf.
Während seines Zivildienstes deckte Karasek 1979 mit Reportern der Wochenzeitung Die Zeit in der Evangelischen Stiftung Alsterdorf eklatante Missstände hinsichtlich der dortigen Betreuung von Menschen mit Behinderung auf.
Von 1980 bis 1983 sammelte Daniel Karasek erste Erfahrungen in der Regiearbeit als Assistent von Jürgen Flimm am Schauspiel Köln. Danach ging er als Regisseur und Dramaturg ans Staatstheater Stuttgart und wurde 1988 als Oberspielleiter ans Staatstheater Nürnberg berufen. Danach arbeitete Karasek als freier Regisseur unter anderem in Zürich, Caracas und Wien. In Hamburg traf er erneut auf Jürgen Flimm und wurde Direktoriumsmitglied des Thalia Theaters. In Frankfurt am Main sowie in Mannheim war Karasek als Hochschuldozent tätig und arbeitete daneben als freier Regisseur.
Im Jahr 1997 wurde er Schauspieldirektor am Hessischen Staatstheater Wiesbaden. Ab 2003 übernahm Karasek diese Tätigkeit am Theater Kiel, seit 2007 ist er dort Generalintendant und führt Regie in den Sparten Schauspiel und Oper. Außerdem überträgt er, u. a. mit seiner ehemaligen Lebensgefährtin Katharina Abt, Dramen aus dem Englischen ins Deutsche.

## Auszeichnungen
- Thurn-und-Taxis-Preis für seine Inszenierung von Die Möwe von Anton Tschechow in Nürnberg[5]